# Adolphe Dumas
Adolphe Dumas (ur. 18 grudnia 1805 w Caumont-sur-Durance, zm. 15 sierpnia 1861 w Dieppe) – francuski poeta i dramaturg.

## Życiorys
Wczesne, ambitne próby poetyckie Dumasa spotkały się z obojętnością czytelników, zaczął więc pisać dla teatru. Jego pierwszą sztukę, dramat filozoficzny Fin de la comédie ou la Mort de Faust et de Dom Juan (Koniec komedii albo śmierć Fausta i Don Juana),  zatrzymała cenzura. Drugą, Le Camp des Croisés, już na premierze wygwizdano. Z tego właśnie dzieła pochodzi niezamierzony kalambur, który na zawsze przylgnął do pisarza. Jedna z postaci dramatu mówi: „Je sortirai du camp, mais quel que soit mon sort, / J'aurai montré, du moins, comme un vieillard en sort” („Opuszczę obóz, ale cokolwiek stanie się mym udziałem, / Pokażę przynajmniej, jak odchodzić powinien starzec”), co przy innym rozkładzie akcentów można zrozumieć „comme un vieil hareng saur” („jak stary wędzony śledź”). Następne dokonania sceniczne pisarza również skończyły się porażką. 
W roku 1855 minister edukacji zlecił mu zebranie ludowych pieśni Prowansji. Dumas zapoznał się wtedy z fragmentami Mirejo Frédérica Mistrala, a jego entuzjastyczna opinia przyczyniła się do późniejszego sukcesu tego poematu. Po śmierci pisarza, który nigdy nie stał się twórcą powszechnie cenionym, hołd złożył mu Théodore de Banville, przedstawiając go jako niespełnionego geniusza.

## Główne dzieła

### Poezje
- Les Parisiennes, chant de la Révolution de 1830 (Paryżanki, pieśń rewolucji lipcowej), 1832
- Provence (Prowansja), 1840

### Sztuki
- Le Camp des Croisés (Obóz krzyżowców), 1838 – dramat w 5 aktach wierszem
- L'École des familles (Szkoła rodzin), 1847 – komedia w 5 aktach wierszem